# Portada/efemèride desembre 4
Marisa Tomei
« 3 de desembre · 4 de desembre · 5 de desembre »